# Kanton Montbron
Kanton Montbron (fr. Canton de Montbron) je francouzský kanton v departementu Charente v regionu Poitou-Charentes. Skládá se ze 14 obcí.

## Obce kantonu
- Charras
- Écuras
- Eymouthiers
- Feuillade
- Grassac
- Mainzac
- Marthon
- Montbron
- Orgedeuil
- Rouzède
- Saint-Germain-de-Montbron
- Saint-Sornin
- Souffrignac
- Vouthon